# 18263 Anchialos
18263 Anchialos (5167 T-2) là một Trojan của Sao Mộc. Nó được phát hiện ngày 25 tháng 9 năm 1973 bởi C. J. van Houten và I. van Houten-Groeneveld tại Đài thiên văn Palomar.